# Bastian Allgeier
Bastian Allgeier (* 18. Februar 2002 in Oberkirch) ist ein deutscher Fußballspieler. Seit 2025 spielt der Außenverteidiger bei Hannover 96.

## Sportlicher Werdegang
Allgeier begann mit dem Vereinsfußball beim FV Gamshurst, den er 2011 in Richtung Karlsruher SC verließ. Dort durchlief er die verschiedenen Jugendmannschaften des badischen Klubs, dabei lief er in B-Junioren- sowie A-Junioren-Bundesliga für den Klub auf. Im Laufe der Spielzeit 2020/21 durfte er beim damaligen Zweitligisten unter Cheftrainer Christian Eichner zeitweise bei der Profimannschaft mittrainieren und stand vereinzelt in der Rückrunde im Spieltagskader, blieb aber ohne Pflichtspieleinsatz.
Im Juni 2021 unterzeichnete Allgeier einen Profivertrag beim KSC, der ihn direkt für eine Spielzeit an den Südwest-Regionalligisten SSV Ulm 1846 verlieh. Beim Viertligisten etablierte er sich unter Trainer Thomas Wörle schnell als Stammkraft. In der Spielzeit 2021/22 verpasste er als Vizemeister hinter der SV Elversberg den Aufstieg in die 3. Liga und verlor mit der Mannschaft im WFV-Pokal 2021/22 das Endspiel im Elfmeterschießen gegen die Stuttgarter Kickers. Dabei war kurz zuvor sowohl sein Vertrag beim Karlsruher SC bis Sommer 2024 sowie die Leihe bis Simmer 2023 verlängert worden. In der folgenden Spielzeit war er nicht dauerhaft Stammspieler, trug aber mit drei Toren in 28 Ligaspielen zum Drittligaaufstieg bei. 
Im Sommer 2023 wechselte Allgeier dauerhaft zum SSV Ulm 1846, wo er einen bis 2025 gültigen Vertrag unterzeichnete. Beim 1:1-Remis zum Auftakt der Drittliga-Spielzeit 2023/24 stand er gegen den 1. FC Saarbrücken an der Seite von Philipp Maier, Andreas Ludwig und Romario Rösch in der Mittelfeld-Startformation im heimischen Donaustadion. Auch im weiteren Saisonverlauf war er weitgehend Stammspieler und schaffte am Ende der Spielzeit als Drittligameister mit der Mannschaft den Durchmarsch in die 2. Bundesliga. Insgesamt kam er dabei bei 31 Saisonspielen zum Einsatz, erst gegen Ende der Saison rückte er – auch wegen Rückenproblemen – aus der Stammformation von Trainer Thomas Wörle. Zum Auftakt der Zweitliga-Saison 2024/25 stand er in der Startformation, bei der 1:2-Niederlage gegen den 1. FC Kaiserslautern bereitete er dabei die zwischenzeitliche Führung durch Felix Higl vor. Später rutschte er aus der Startelf und musste zeitweise verletzungsbedingt pausieren, im weiteren Saisonverlauf schwankte er zwischen Startelf und Ersatzbank. Zur Saison 2025/26 wechselte Allgeier zu Hannover 96.